# Валтонен, Томек
То́мек Ва́лтонен (фин. Tomek Valtonen; род. 1 августа 1980, Пётркув-Трыбунальский, Польша) — финский хоккеист и тренер.

## Биография
Воспитанник хоккейного клуба «Ильвес» из Тампере. В сезоне 1997/98 дебютировал в высшей финской лиге за клуб, завоевал серебро чемпионата Финляндии. Следующий сезон провёл за океаном, выступая за «Плимут Уэйлерз» в хоккейной лиге Онтарио.
В 1999 году вернулся в Финляндию, в столичный «Йокерит». В составе клуба отыграл 8 сезонов подряд. В сезоне 2008/09 выступал за шведский «Сёдертелье», после чего вернулся в «Йокерит» и отыграл ещё один сезон. Всего за хельсинкскую команду в чемпионате Финляндии в регулярном сезоне сыграл 403 матча, забросил 67 шайб и отдал 65 голевых передач. В плей-офф также отметился 68 играми, забил 11 голов и 10 раз ассистировал партнёрам при взятии ворот соперника. С командой стал чемпионом страны 2002 года, а также завоевал 3 серебряные медали. Завершил карьеру игрока в 2009 году. В 2015 году сыграл 1 матч на уровне третьей лиги Финляндии за клуб «Яасудет».
Карьеру тренера начал сразу после завершения профессиональной игровой. С 2009 по 2012 год Томек Валтонен возглавлял молодёжную команду «Йокерита». С 2012 по 2014 год входил в тренерский штаб основной команды. 17 декабря 2013 года был отправлен в отставку главный тренер команды Томи Лямся. Исполняющим обязанности главного тренера команды стал Валтонен, руководивший «Йокеритом» до конца сезона.
В 2014 году Томек Валтонен возглавил хоккейный клуб «Спорт» из Вааса.